# Amarusa picea
Amarusa picea är en insektsart som beskrevs av Walker 1857. Amarusa picea ingår i släktet Amarusa och familjen spottstritar. Inga underarter finns listade i Catalogue of Life.